# Solution non satisfaisante
Solution non satisfaisante (titre original : Solution Unsatisfactory) est une nouvelle de Robert A. Heinlein, parue en mai 1941 dans la revue Analog Science Fiction and Fact de John W. Campbell.

## Contexte de la rédaction de la nouvelle
Quatre ans avant Hiroshima, elle analyse les conséquences géopolitiques de l'existence d'armes nucléaires de destruction massive (en l'occurrence une poussière hautement radioactive basée sur un isotope de l'uranium 235, la question de l'explosion nucléaire proprement dite ayant été traitée dans la nouvelle Il arrive que ça saute en 1940.
Robert Cornog, codécouvreur de l'Hélium 3 et chef de service à Los Alamos, était un ami personnel de Robert Heinlein, et l'avait conseillé pour les aspects techniques de la nouvelle.
Solution non satisfaisante est l'une des très rares discussions de ces questions avant-guerre, et elle a donc été très lue et discutée par les physiciens de Los Alamos, qui y inviteront Robert Heinlein quelques jours après la capitulation du Japon, en août 1945.

## Éditions récentes
- in recueil Expanded Universe par Robert A. Heinlein, Baen Books, New York, 1980
- in recueil Off The Main Sequence, the Other Science Fiction Stories of Robert Heinlein, SFBC, 2005
- Solution non satisfaisante, Éditions du Somnium, 2009 (trad. Eric Picholle)  (ISBN 978-2-9532703-4-1)
- in recueil Jackpots par Robert A. Heinlein, ActuSF 2011 (trad. Eric Picholle)  (ISBN 978-2-917689-26-4)

## Discussions critiques
- Sympathy for the Devil par Alexei Panshin http://www.enter.net/~torve/critics/Sympathy/sympathy1.html (en anglais)
- War Stars par H. Bruce Franklin (1988, Oxford Univ. Press), chapitre 8 (en anglais)
- Solutions non satisfaisantes, une anatomie de Robert A. Heinlein, par Ugo Bellagamba et Éric Picholle (2008, Les Moutons électriques), chapitres 6 & 8
- « Robert A. Heinlein et la pédagogie du réel », Actes des premières Journées Interdisciplinaires Sciences & Fictions de Peyresq, ouvrage collectif dirigé par Ugo Bellagamba et Éric Picholle (2008), Éditions du Somnium).